# Stefaniola nodosa
Stefaniola nodosa är en tvåvingeart som beskrevs av Möhn 1971. Stefaniola nodosa ingår i släktet Stefaniola och familjen gallmyggor.
Artens utbredningsområde är Irak. Inga underarter finns listade i Catalogue of Life.